# Генетична ерозія
Генетична ерозія (також відома як генетичне виснаження) - це процес, коли обмежений генофонд зникаючого виду зменшується ще більше, коли репродуктивні особини відмирають, перш ніж розмножуватися з іншими в їхній небезпечній низькій популяції.  
Термін іноді вживається у вузькому значенні, наприклад, при описі втрати конкретних алелей або генів, а також використовується ширше, як при згадці про втрату фенотипу або цілого виду.
Генетична ерозія виникає тому, що кожен окремий організм має багато унікальних генів, які втрачаються, коли він гине, не отримуючи шансів на розмноження. Низьке генетичне різноманіття в популяції диких тварин і рослин призводить до подальшого зменшення генофонду — інбридинг та ослаблення імунної системи можуть потім "швидко відстежувати" цей вид до можливого вимирання .
За визначенням, зникаючі види страждають різним ступенем генетичної ерозії. Багато видів користуються програмою розведення, що сприяє людині, щоб підтримувати свою популяцію життєздатною, тим самим уникаючи вимирання протягом тривалого часу. Невеликі популяції більш чутливі до генетичної ерозії, ніж великі.
Генетична ерозія ускладнюється і прискорюється втратою середовища проживання та фрагментацією середовища   - багатьом вимираючим видам загрожує втрата середовища проживання та (фрагментація) середовища проживання . Роздроблене середовище існування створює бар'єри в потоці генів між популяціями.
Генофонд виду чи популяції - це повний набір унікальних алелів, які можна було б знайти при огляді генетичного матеріалу кожного живого члена цього виду чи популяції. Великий генофонд вказує на велике генетичне різноманіття, яке пов'язане з стійкою популяцією, яка може вижити приступами інтенсивного відбору . Тим часом, низьке генетичне різноманіття (див. Інбридинг та вузькі місця ) може призвести до зниження біологічної придатності та збільшення шансів вимирання цього виду чи популяції.

## Процеси та наслідки
Вузькі місця населення створюють зменшення генофондів, які залишають все менше і менше фертильних партнерів, що спаровуються. Генетичні наслідки можна проілюструвати, розглядаючи аналогію гри в покер на високі ставки з кривим дилером. Вважайте, що гра починається з колоди на 52 картки (що представляє велику генетичну різноманітність). Зменшення кількості племінних пар з унікальними генами нагадує ситуацію, коли дилер знову і знову продає лише ті самі п’ять карт, виробляючи лише кілька обмежених «рук».
У міру того, як зразки починають вроджуватися, фізичні та репродуктивні вроджені наслідки та дефекти виявляються частіше. Порушення сперми збільшується, безпліддя підвищується, а народжуваність зменшується. "Найбільш небезпечні - це вплив на імунну систему захисту, яка стає слабкішою і все менше здатна боротися зі збільшенням кількості загроз бактеріальної, вірусної, грибкової, паразитарної та інших захворювань. Таким чином, навіть якщо зникаючий вид у вузькому вузі може протистояти будь-якому розвитку людини, що може з'їсти його за місцем проживання, він все ще стикається з загрозою епідемії, яка може бути смертельною для всієї популяції ". 

## Втрата біорізноманіття сільського господарства та тваринництва
Основними рГенетична ерозія сільського господарства та тваринництва - це втрата біологічного генетичного різноманіття - включаючи втрату окремих генів та втрату конкретних рекомбінантів генів (або генних комплексів) - таких, що проявляються у місцево адаптованих місцевостях одомашнених тварин або рослин, які мають пристосуватися до природного середовища, в якому вони виникли. Рушійними силами генетичної ерозії сільськогосподарських культур є заміна сортів, очищення земель, надмірне використання видів, тиск населення, деградація навколишнього середовища, зависання, державна політика та зміна сільськогосподарських систем. Основним фактором, однак, є заміна місцевих сортів домашніх рослин та тварин іншими сортами чи видами, які не є місцевими. Велика кількість сортів також часто може бути різко зменшена при впровадженні комерційних сортів у традиційні системи землеробства. Багато дослідників вважають, що основною проблемою, пов'язаною з управлінням агроекосистемами, є загальна тенденція до генетичної та екологічної рівномірності, що накладається розвитком сучасного сільського господарства.
Що стосується генетичних ресурсів тварин для харчових продуктів та сільського господарства, то серед основних причин генетичної ерозії вказується безрозбірне схрещування, посилене використання екзотичних порід, слабка політика та інститути в управлінні генетичними ресурсами тварин, нехтування певними породами через брак рентабельності чи конкурентоспроможності, інтенсифікації виробничих систем, наслідків захворювань та управління хворобами, втрати пасовищ чи інших елементів виробничого середовища та поганого контролю над схрещуванням. 

## Запобігання втручанням людини, сучасної науки та гарантій

### Збереження in situ
З розвитком сучасної біологічної науки з'явилося декілька методик та гарантій, щоб перевірити невпинний хід генетичної ерозії та привело до цього прискорення зникаючих видів до можливого вимирання. Однак багато з цих методів та гарантій є занадто дорогими, щоб бути практичними, і тому найкращим способом захисту видів є захист їх середовища проживання та надання їм можливості жити в ньому якомога природніше.
Заповідники дикої природи та національні парки були створені для збереження цілих екосистем з усією павутиною видів, корінних до даної місцевості. Коридори для дикої природи створені для приєднання фрагментарних місць існування (див. Фрагментація середовища проживання ), що дозволяє зникаючим видам подорожувати, зустрічатися та розмножуватися з іншими подібними видами. Наукова охорона та сучасні методи поводження з дикою природою, маючи досвід науково підготовленого персоналу, допомагають керувати цими охоронюваними екосистемами та дикою природою, яка знаходиться в них. Дикі тварини також переміщуються та повторно вводяться в інші місця фізично, коли роздроблені місця проживання дикої природи занадто далекі та ізольовані, щоб мати змогу зв’язатись через коридор дикої природи або коли вже відбулися локальні вимирання.

### Збереження ex situ
Сучасна політика зоопаркових асоціацій та зоопарків у всьому світі почала надавати різко підвищений акцент на утриманні та розведенні дикорослих видів та підвидів тварин у своїх зареєстрованих програмах розведення зникаючих видів. Ці екземпляри повинні мати можливість бути знову введені та вижити в дикій природі. Головні цілі зоопарків сьогодні змінилися, і все більше ресурсів вкладається в розведення видів і підвидів для досягнення остаточної мети сприяння охороні в природі. Зоопарки роблять це, підтримуючи надзвичайно детальні наукові записи про розведення ( тобто студійні книги ) та позичаючи своїх диких тварин іншим зоопаркам по всій країні (а часто і в усьому світі) для розведення, щоб захистити від схрещування, намагаючись якомога більше генетичного різноманіття.
Дорогі (а іноді і суперечливі) методи збереження ex-situ спрямовані на збільшення генетичного біорізноманіття на нашій планеті, а також різноманіття в локальних генофондах . захищаючи від генетичної ерозії. Сучасні такі поняття, як насінники, банки сперми та банки тканин, стали набагато звичнішими та цінними. Сперму, яйця та ембріони тепер можна заморожувати і зберігати в банках, які іноді називають «Сучасними Ноєвими ковчегами» або « Замороженими зоопарками ». Методи кріоконсервації використовуються для заморожування цих живих матеріалів і збереження їх у вічності, зберігаючи їх зануреними в резервуари з рідким азотом при дуже низьких температурах. Таким чином, консервовані матеріали можуть бути використані для методів штучного запліднення, запліднення in vitro, передачі ембріонів та клонування для захисту різноманітності в генофонді критично зникаючих видів.
Врятувати вимираючий вид від вимирання можна, зберегти лише частини екземплярів, наприклад тканини, сперму, яйця тощо.   - навіть після смерті критично зникаючої тварини або зібраного з однієї знайденої щойно мертвої, у неволі чи з дикої природи . Потім новий екземпляр можна "воскресити" за допомогою клонування, щоб дати йому ще один шанс розмножити свої гени в живій популяції відповідного виду. Воскресіння мертвих критично зникаючих зразків дикої природи за допомогою клонування все ще вдосконалюється, і все ще занадто дорого, щоб бути практичним, але з часом та подальшими прогресами в науці та методології це може стати звичайною процедурою, щоб не зайти в майбутнє.
Останнім часом стратегії пошуку інтегрованого підходу до методів збереження in situ та ex situ приділяються значної уваги, і досягнуто прогресу. 